# Lynda Carter Classic 1980
Lynda Carter Classic 1980 — жіночий тенісний турнір, що проходив на відкритих кортах з твердим покриттям Deer Creek Racquet Club у Дірфілд-Біч (США). Належав до Colgate Series в рамках Avon Championships World Championship Series 1980. Відбувсь уперше і тривав з 13 жовтня до 19 жовтня 1980 року. Перша сіяна Кріс Еверт-Ллойд здобула титул в одиночному розряді й отримала за це 20 тис. доларів США.

## Фінальна частина

### Одиночний розряд
Кріс Еверт-Ллойд —  Андреа Джегер 6–4, 6–1
- Для Еверт-Ллойд це був 7-й титул в одиночному розряді за сезон і 100-й — за кар'єру.

### Парний розряд
Андреа Джегер /  Регіна Маршикова —  Мартіна Навратілова /  Кенді Рейнолдс 1–6, 6–1, 6–2
- Для Джегер це був другий титул у парному розряді за сезон і за кар'єру. Для Маршикової це був другий титул у парному розряді за сезон і 6-й — за кар'єру

## Розподіл призових грошей
| Дисципліна       | П       | F       | ПФ     | ЧФ     | 1/8    | 1/16 |
| Одиночний розряд | $20,000 | $10,000 | $4,800 | $2,200 | $1,100 | $550 |